# Manfred Rupflin
Manfred Rupflin (* 3. Juni 1940 in Lindau (Bodensee)) ist ein ehemaliger deutscher Radrennfahrer.

## Sportliche Laufbahn
Rupflin war im Straßenradsport und im Querfeldeinrennen (heutige Bezeichnung Cyclocross) aktiv. Er wurde 1963 Mitglied der Nationalmannschaft und gehörte 1964 zum Kandidatenkreis für die Olympischen Sommerspiele im Straßenrennen. 1964 gewann er Rund um Duisburg und wurde hinter Winfried Gottschalk Zweiter bei Köln–Schuld–Frechen. 1965 wurde er mit dem Vierer des Vereins Endspurt Mannheim (Horst Ruster, Udo Sprenger, Manfred Rupflin, Rüdiger Meindl) Vizemeister im Mannschaftszeitfahren.
Im Querfeldeinrennen wurde er 1964 beim Sieg von Günther Weiss Dritter der nationalen Meisterschaft. Bei den Cyclocross-Weltmeisterschaften 1964 kam er auf den 23. Rang, 1965 wurde er 20. Er holte mehrere bayrische Titel im Querfeldeinrennen.
1966 beendete er seine Laufbahn aus beruflichen Gründen.